# Iodo-129
Iodo-129 (129I) é um radioisótopo de vida longa do iodo que ocorre naturalmente, mas também é de especial interesse no monitoramento e efeitos de produtos de fissão nuclear produzidos pelo homem, o qual serve tanto como traçante como potencial contaminante radiológico.

## Formação e decaimento
129I é primariamente formado pela fissão urânio e plutônio em reatores nucleares. Quantidades significativas foram liberadas na atmosfera como resultado de testes de armas nucleares nos anos 1950 e 1960.
Também é produzido naturalmente em pequenas quantidades, devido à fissão espontânea de urânio natural, por espalação de raios cósmicos de níveis de traço de xenônio na atmosfera, e algo por múons de raios cósmicos atingindo telúrio-130.
129I decai com uma meia-vida de 15,7 milhão de anos, com baixa energia beta e emissões de gama, a xenônio-129 (129Xe).

## Produto de fissão
129I é um dos 7 produtos de fissão de vida longa que é produzido em quantidades significativas. Seu rendimento é 0,706% por fissão (U-235).  Maiores proporções de outros isótopos de iodo como 131I são produzidos, mas devido a todos esses terem meias-vidas mais curtas, iodo em combustível nuclear exaurido resfriado consiste de aproximadamente 5⁄6 129I e 1⁄6 do único isótopo estável de iodo, 127I.  